# Liftershalte
Een liftershalte is een plek, gemarkeerd met borden, waar een lifter makkelijk kan worden meegenomen door automobilisten. In Nederland zijn deze plekken in ieder geval in de volgende steden (2024):

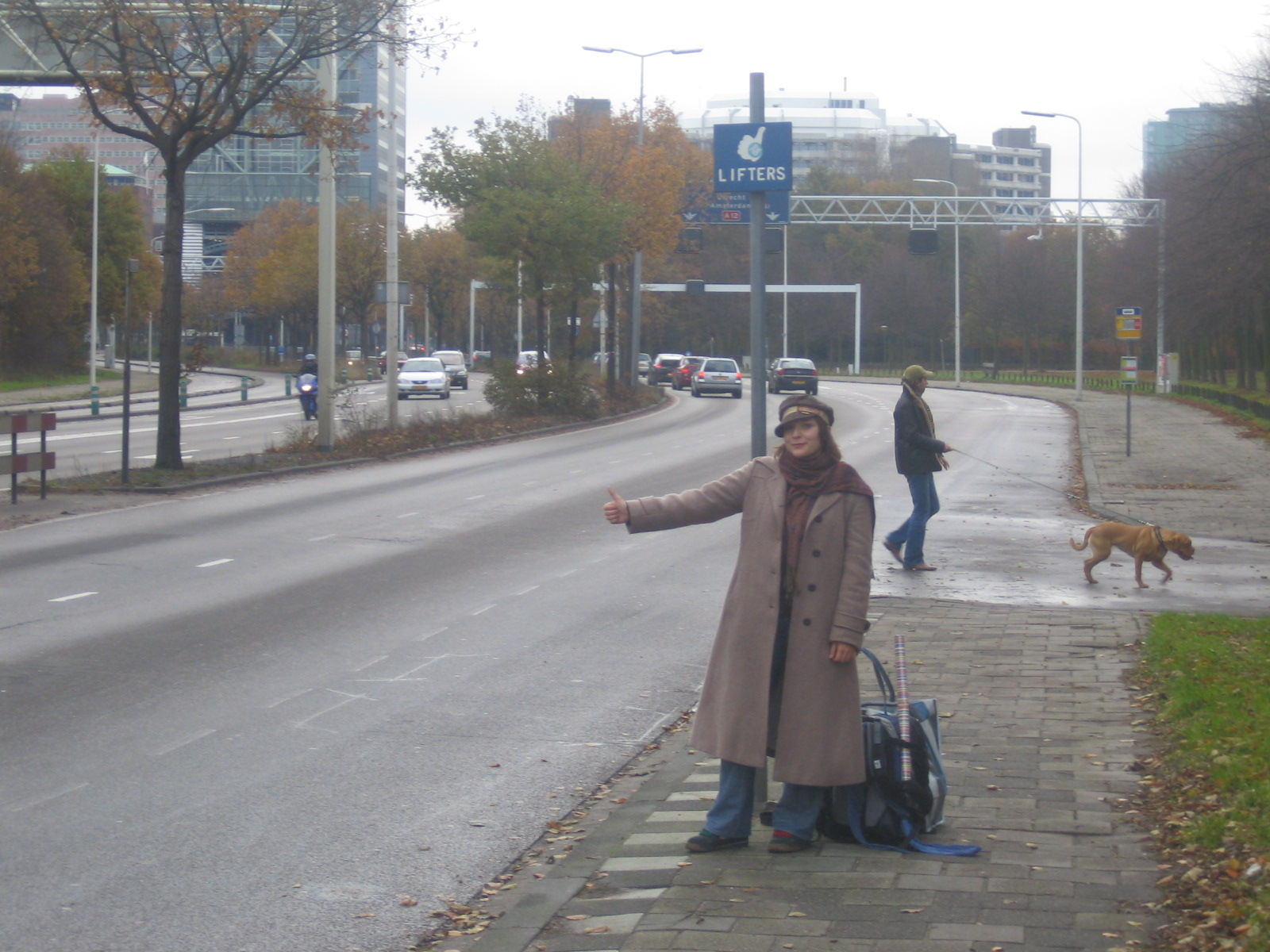
Liftster bij liftershalte in Den Haag

- Amsterdam: op de Gooiseweg achter het Prins Bernhardplein nabij NS Station Amsterdam Amstel. De weg sluit aan op oprit S112 van de A10 (richting A1 en A2).
- Den Haag: naast het Malieveld op de Boslaan, het begin van de A12 (richting Utrecht). Deze liftplaats werd in de jaren '80 geopend en werd op 18 oktober 2024 heropend.
- Groningen: op de hoek Emmasingel / Emmaviaduct, de aanleidende weg naar de A28, 200 meter ten westen van het Centraal Station (richting Assen) en sinds 2017 op de Europaweg nabij Damsterdiep] (richting A7 en Duitsland).
- Maastricht: op het Stadionplein voor voetbalstadion De Geusselt. Deze liftershalte ligt op een parkeerterrein en is daardoor niet geschikt om gemakkelijk zinvolle liften te krijgen van passerende automobilisten.
- Nijmegen: aan de noordzuide van het Keizer Traianusplein voor de Waalbrug, richting Arnhem, en op de Graafseweg achter het Keizer Karelplein, richting 's-Hertogenbosch. Deze liftplaatsen dateren uit de jaren '80 en werden in 2024 heropend.[1]
- Utrecht: oprit van de Waterlinieweg nabij stadion Galgenwaard in noordelijke richting (A27 en A28) en in  zuidelijke richting A12, A2 en A27).
- Zoetermeer: op bushalte Pruimengaarde op de Australiëweg (richting Utrecht) en op bushalte Fonteinbos op de Afrikaweg (richting Den Haag).

Lokale liftershaltes zijn te vinden in de provincies Flevoland in Zeewolde, in Friesland in Heeg, Sneek, Langweer en Sint Nicolaasga en in Noord-Brabant in Hoogeloon, Hulsel, Luyksgestel, Knegsel en Weebosch .
In het verleden waren onder meer ook liftershaltes aanwezig in:
- Amsterdam: langs de Haarlemmerweg aan de westzijde van de kruising met de Admiraal de Ruijterweg (richting Haarlem en Beverwijk over A200.
- Enschede aan de Westerval, ter hoogte van de Parkweg (richting A1), vervallen in 2006
- Leeuwarden: had naar verluidt een gemarkeerde liftershalte
- Maastricht: aan het begin van de A2 nabij voetbalstadion De Geusselt (Viaductweg x N2/A2) (richting Eindhoven) en de A79 (richting Heerlen). Deze liftershalte is in 2012 vervallen in verband met aanpassingen van de weg.
- Nijmegen: op de St. Annastraat in de buurt van de universiteit. De eerstgenoemde liftershalte is vaak in gebruik als parkeerplaats.